# Bezded
Bezded – wieś w Rumunii, w okręgu Sălaj, w gminie Gârbou. W 2011 roku liczyła 156 mieszkańców.